# Maco Tevane
Maco Tevane, de son vrai nom, Marc Maamaatuaiahutapu, né le 13 août 1937 à Papeete, Tahiti, en Polynésie française et mort le 21 août 2013 à Papeete,, est une personnalité politique polynésienne défenseur de la culture et des langues polynésiennes, il fut ministre à deux reprises du gouvernement de Gaston Flosse.
Il est également auteur, metteur en scène et acteur de pièces de théâtre en langue tahitienne (reo maohi). Il est considéré comme un père fondateur du théâtre populaire tahitien avec sa pièce Te pe'ape'a hau 'ore o Papa Penu e o Mama Roro (Les disputes incessantes de Papa Penu et Mama Roro), créé en 1972,.
Il a également été directeur de publication du bulletin municipal de Papeete. 
Maco Tevane a pour épouse Caroline, Taimai Ellacott et a quatre enfants, dont Heremoana Maamaatuaiahutapu qui continue la tradition théâtrale initiée par son père et Mateata Maamaatuaiahutapu, directrice de Tahiti Nui TV (TNTV),.
Le collège de Taunoa, à Tahiti, porte son nom depuis le 25 novembre 2016,.

## Biographie
En 1955, il obtient son BEPC, option sciences physiques et naturelles.
En 1956, il entre en tant que géomètre au service du cadastre, puis, au service des domaines.
Il travaille à l'ORTF à partir de 1967 où il s'exprime en reo maohi.
Du 2 juillet 1974 à 2009, il est directeur de l'Académie tahitienne (tahitien : Te Fare Vānaʻa),.
En 1979, il crée le conservatoire artistique de Polynésie française (tahitien : Te Fare Upa Rau Est).
En septembre 1991, il est nommé ministre des affaires sociales, de l’emploi et de la formation professionnelle et des lois du travail, puis ministre de la culture, de l’artisanat traditionnel et de l’environnement sous le gouvernement de Gaston Flosse.
Il décède le 21 août 2013 et est inhumé au premier étage du cimetière de l'Uranie.

## Œuvres

### Théâtre
- 1972 : Te pe'ape'a hau 'ore o Papa Penu e o Mama Roro (Les disputes incessantes de Papa Penu et Mama Roro)[4] ;
- 1974 : Te huno'a mana'o 'ore hia (Le Gendre inattendu)[4]